# Bia fallax
Bia fallax är en törelväxtart som först beskrevs av Johannes Müller Argoviensis, och fick sitt nu gällande namn av Grady Linder Webster. Bia fallax ingår i släktet Bia och familjen törelväxter.
Artens utbredningsområde är Peru. Inga underarter finns listade i Catalogue of Life.